# ليندا هورفاث
ليندا هورفاث هي منافسة ألعاب القوى نمساوية، ولدت في 10 فبراير 1978.

## وصلات خارجية
- ليندا هورفاث على موقع الاتحاد الدولي لألعاب القوى (الإنجليزية)
- ليندا هورفاث على موقع أوليمبيديا (الإنجليزية)